# Disco Inferno
"Disco Inferno" é o primeiro single do álbum The Massacre do rapper 50 Cent.

## Contexto
Lançado em dezembro de 2004, o single alcançou a 3ª posição nos EUA, se tornando o 5º single top 10 de 50 Cent. A canção foi produzida por C. Styles & Bang Out. A canção foi nomeada para o Grammy Awards de 2006 na categoria "Melhor Performance de Rap Solo", mas perdeu para "Gold Digger" de Kanye West.

## Videoclipe
O videoclipe, que vazou na internet, foi controverso pelo seu conteúdo pornográfico. O vídeo ocorre em um strip-club, em preto e branco, e foi considerado pelos críticos como pornografia softcore (com mulheres nuas se beijando no final). O vídeo também está disponível no DVD 50 Cent's The Massacre Special Edition. Além disso, a pornstar Daisy Marie também participa.

## Posições nas paradas[4]
| Gráfico (2005)                        | Posição na parada |
| ------------------------------------- | ----------------- |
| E.U.A Billboard Hot 100               | 3                 |
| E.U.A Billboard Hot R&B/Hip-Hop Songs | 4                 |
| E.U.A Billboard Hot Rap Tracks        | 3                 |
| E.U.A Billboard Pop 100               | 7                 |